# Малая ягодичная мышца
Малая ягодичная мышца (лат. Musculus gluteus minimus) — мышца наружной группы мышц таза.

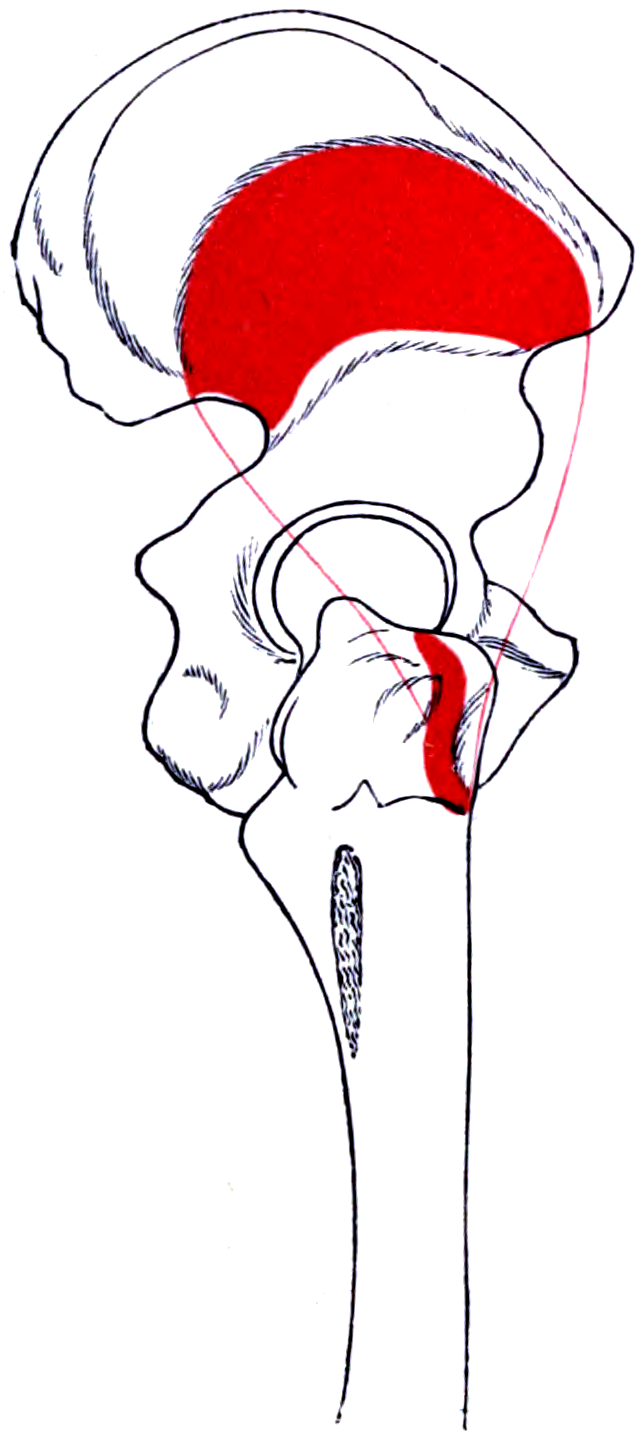
Места прикрепления и проекция правой ягодичной мышцы

По форме напоминает среднюю ягодичную мышцу, но значительно тоньше в поперечнике. На всём протяжении прикрыта лат. M. gluteus medius. Начинается от наружной ягодичной поверхности крыла подвздошной кости, между передней и нижней ягодичными линиями. Затем мышечные пучки конвергируя, переходят в сухожилие, прикрепляющееся к переднему краю большого вертела бедренной кости.

## Функция
Аналогична функции средней ягодичной мышцы. При сокращении отводит бедро. При опоре тела на одну ногу она наклоняет таз в свою сторону.